# Amphirosellinia
Amphirosellinia es un género de hongos en la familia Xylariaceae. Incluye cinco especies y fue circunscripto en 2004 con A. nigrospora la especie tipo. Las especies de Amphirosellinia crecen dentro de la corteza de árboles dicotiledóneos, formando estromas (un tejido estructural muy denso) encapsulado por un  peritecio negro carbonizado. Las ascosporas son marrones y de forma elipsoide a cilíndrica. La forma anamorfa de Amphirosellinia tiene regiones de conidio geniculadas (zig-zag).